# Новосибирский государственный университет экономики и управления
Новосибирский государственный университет экономики и управления (полное название Федеральное государственное образовательное учреждение высшего образования "Новосибирский государственный университет экономики и управления «НИНХ») — ВУЗ экономического профиля в Новосибирске, Россия.
По состоянию на 11 декабря 2024 года в состав университета входят 4 факультета, 25 академических кафедр.

## История
НГУЭУ был основан в 1929 году как Сибирский институт народного хозяйства (СИНХ). Вуз располагался в здании, в котором ныне работает Новосибирская государственная архитектурно-художественная академия. Перед вузом стояла задача — дать народному хозяйству кадры экономистов-организаторов. С 27 ноября 1930 года руководителем его стал доцент Григорий Павлович Алтаев.
Преподавательский коллектив СИНХа 1929 году составлял всего 10 человек. А в 1931 году в институте уже работали 57 преподавателей, из них 4 профессора и 19 доцентов. В первом учебном году было открыто 4 факультета: плановый, промышленности, обмена и распределения продуктов, экономики и организации сельского хозяйства. Аудиторий не хватало, занятия проходили в две смены. Первый набор в СИНХ был небольшим — 126 человек.
27 мая 1931 года на базе СИНХа было создано 2 вуза: Сибирский плановый институт и Сибирский институт потребительской кооперации Центросоюза СССР (один из предшественников Сибирского университета потребительской кооперации).
В 1932 году первый переименовали в Урало-Сибирский плановый институт, а второй — в Урало-Сибирский торгово-товароведческий. В августе 1935 года оба вуза объединились в Урало-Сибирский институт народного хозяйства, и первым директором был назначен Юрий Александрович Иордан.
Учебный корпус располагался по адресу: Красный проспект 46 и 48. В институте организовали 2 факультета: плановый и торгово-товароведческий. Затем был открыт факультет народнохозяйственного учёта.
В 1936—1937 годах большинство преподавателей и студентов были отстранены от работы и учёбы органами ОГПУ. Студенты вуза были распределены между Куйбышевским, Харьковским и Минским институтами народнохозяйственного учёта, Московским и Ленинградским институтами советской торговли.
В 1967 году в соответствии с приказом министра высшего и среднего образования Бориса Елютина на базе Новосибирского филиала Всесоюзного заочного финансово-экономического института был создан Новосибирский институт народного хозяйства (НИНХ). Новый вуз был открыт 1 августа 1968 года. Первым ректором НИНХа стал В. А. Первушин.
Занятия проводились в детском саду и в арендованных помещениях школ города. Участок для большого комплекса института был отведён в 1968 году, тогда же решался вопрос о строительстве общежития. Было принято решение о строительстве типового здания школы (ныне — корпус № 1). При строительстве много работ было выполнено студентами НИНХа. Здание было готово в 1974 году.
В 1974 ректором был назначен Виктор Николаевич Щукин. Он организовал специальный факультет, на который принимали рабочую молодёжь, солдат, вернувшихся из армии, для подготовки к поступлению в институт. Во время летних каникул студенты уезжали работать на остров Сахалин, Шикотан.
В 1979 началось возведение третьего корпуса, которое закончилось только в 1990 году.
В 1983 году ректором стал Анатолий Данилович Коробкин. Одной из основных заслуг Анатолия Даниловича является открытие вычислительного центра. Благодаря его усилиям вычислительный центр организован в кратчайшие сроки и был одним из лучших среди вузов города.
В 1986 вуз возглавил Пётр Васильевич Шеметов. Он сосредоточил свои усилия на развитие системы довузовской подготовки, создание многоуровневой системы образования. При Петре Васильевиче была организована аспирантура и редакционно-издательский центр.
Важное место занимал факультет довузовского обучения, который затем трансформировался в первый за Уралом Экономический лицей.
В 1991 открылся совет по защите кандидатских диссертаций. В 1992 году вуз стал одним из экспериментальных по подготовке двухуровневого образования: бакалавриата и магистратуры.
В 1998 пост ректора занял Юрий Васильевич Гусев.
В январе 2001 году вышел первый номер газеты «Наша академия».
В ноябре 2011 года сдан бассейн «Водолей». В сентябре 2012 года введён в эксплуатацию 5-й корпус. Ранее стал функционировать 4-й корпус.
В 2013 году ректором НГУЭУ стала Ольга Витальевна Молчанова.
С 7 июня 2014 года НГУЭУ возглавляет Александр Владимирович Новиков. В университете произошли изменения: институты были преобразованы в факультеты, сформирована система управлений (молодёжной политики, внешних связей, информационных технологий, научной политики и т. д.).
2 мая 2016 года на Учёном совете были принято решение о реструктуризации факультетов и кафедр. Новая структура была внедрена с 1 сентября 2016 года.
С 18 декабря 2020 года временно исполняющим обязанности ректора НГУЭУ стал Павел Анатольевич Новгородов. 3 февраля 2021 года Минобрнауки опубликован приказ о назначении Павла Новгородова ректором НГУЭУ с 4 февраля 2021 до 3 февраля 2026 года.

## Ректоры НГУЭУ
- Виктор Александрович Первушин (19 мая 1967 — 17 мая 1974)
- Виктор Николаевич Щукин (17 мая 1974 — 19 июля 1983)
- Анатолий Данилович Коробкин (14 июля 1983 — 15 сентября 1986)
- Пётр Васильевич Шеметов (27 ноября 1986 — 16 февраля 1998)
- Юрий Васильевич Гусев (28 апреля 1998 — 29 апреля 2013)
- Ольга Витальевна Молчанова (29 апреля 2013 — 22 мая 2014)
- Александр Владимирович Новиков (7 июня 2014 — 17 декабря 2020)
- Павел Анатольевич Новгородов (с 18 декабря 2020)

## Рейтинги
| Рейтинг | Место в рейтинге |
| --- | ---------------- |
| Национальный агрегированном рейтинге «Гильдии экспертов в сфере профессионального образования»                                   | 1 лига           |
| Рейтинг вузов России, реализующих образовательные программы по предпринимательству. (2023)                                       | 10 место         |
| Рейтинг университетского влияния за 2024 г. по версии Times Higher Education.                                                    | 1001-1500 место  |
| Рейтинг экономических вузов по уровню зарплаты выпускников, работающих в сфере экономики и финансов 2018—2023 гг.                | 11 место         |
| Round University Ranking среди вузов России — 2024                                                                               | 117 место        |
| Рейтинг Round University Ranking среди вузов мира                                                                                | 1197 место       |
| Рейтинг российских вузов, основанный на данных о зарплатах выпускников (2024)                                                    | 14 место         |
| Рейтинге университетов России по версии Webometrics Ranking Web                                                                  | 142 место        |
| Рейтинг предпринимательских университетов и бизнес-школ России 2023                                                              | 15-16 место      |
| Национальный рейтинг университетов — 2024                                                                                        | 159-162 место    |
| Мета-рейтинг University Guru. | 175 место        |
| Московский международный рейтинг вузов «Три миссии университета», 2024 год                                                       | 1751-2000 место  |
| Международный рейтинг Green Metrics World University Ranking (2022)                                                              | 18 место         |
| Международный рейтинг «Три миссии университета» (среди вузов России) — 2024                                                      | 249 место        |
| Рейтинг университетов Новосибирска по результатам исследований, неакадемической известности и влиянию выпускников «EduRank» 2024 | 4 место          |
| Рэнкинг университетов России, реализующих ОП по направлению «Государственное и муниципальное управление» — 2024                  | 40 место         |
| XV Народный рейтинг российских бизнес-школ — 2024                                                                                | 6 место          |

## Структура университета
- Факультет государственного сектора. Возглавляет кандидат экономических наук Шеховцева Лада Викторовна.
- Факультет корпоративной экономики и предпринимательства. Декан факультета — кандидат экономических наук Александр Викторович Ломоносов.
- Юридический факультет. Декан факультета — кандидат юридических наук Андрей Алексеевич Макарцев.
- Факультет цифровых технологий. Возглавляет кандидат технических наук Родионова Зинаида Валерьевна.

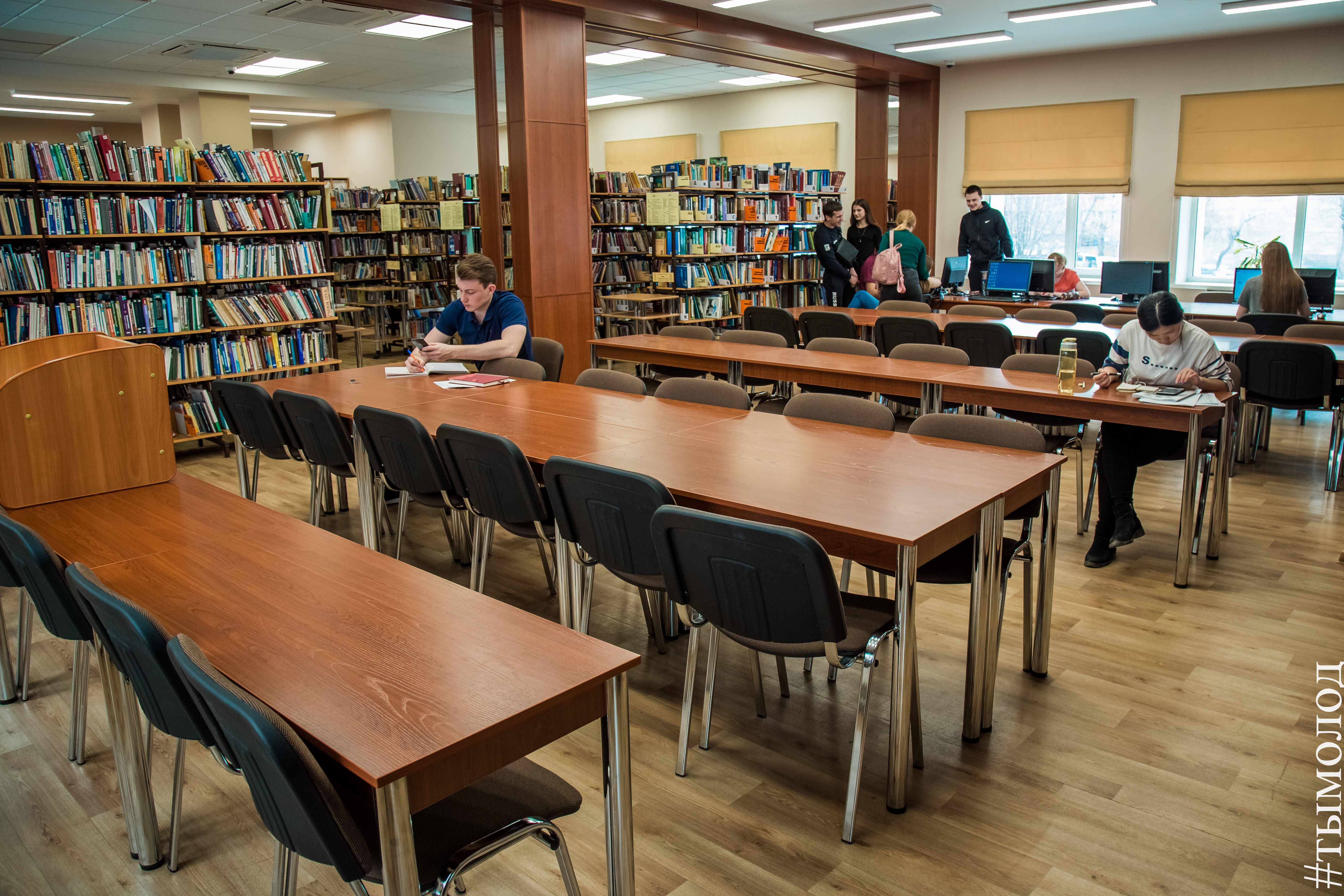
Библиотека НГУЭУ

- Региональный центр оценки и развития компетенций.

- Научная библиотека НГУЭУ. Возглавляет Комлева Татьяна Михайловна.

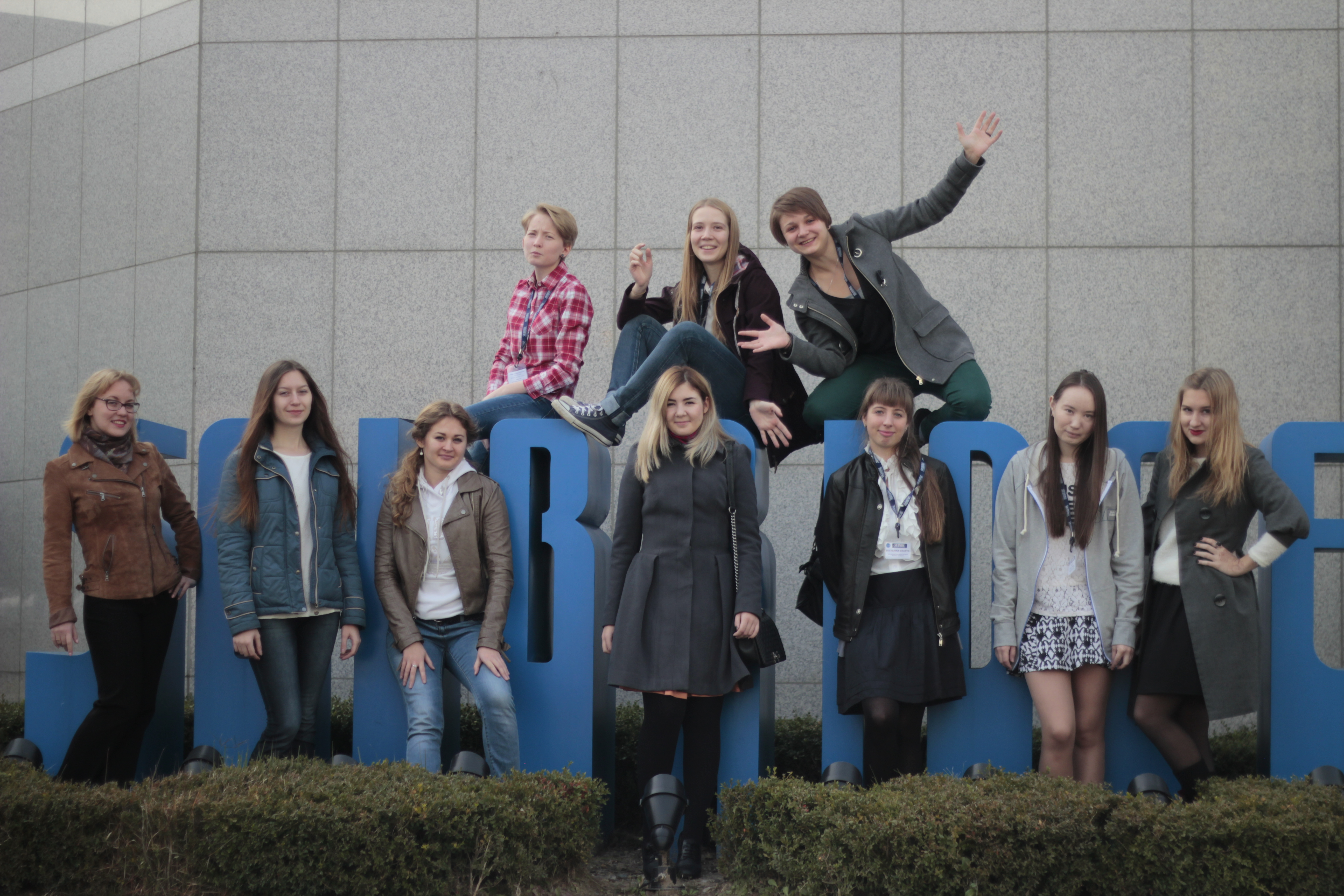
Делегация студентов НГУЭУ в Международной Школе Бизнеса SolBridge

В НГУЭУ обучаются более 300 иностранных студентов из 23 стран Азии, Африки, Европы, Латинской Америки.

## Издания НГУЭУ
- Научный журнал «Вестник НГУЭУ». Издаётся с 2008 года. В 2011 г. включён в Перечень ведущих рецензируемых научных журналов и изданий ВАК. Выходит 4 раза в год.
- Научный журнал «Идеи и идеалы» . Издаётся с 2009 года, включён в Перечень ведущих рецензируемых научных журналов и изданий ВАК. Выпускается 1 раз в квартал (в двух томах).
- Гуманитарный альманах «Человек. RU». Выпускается с 2005 года с периодичностью 1 раз в год. Включён в базу РИНЦ.
- Газета «Наша академия»[2].